# Grindelia mendocina
Grindelia mendocina là một loài thực vật có hoa trong họ Cúc. Loài này được Adr.Bartoli & Tortosa mô tả khoa học đầu tiên năm 1998.